# 蔡浩宇
蔡 浩宇（サイ・ハオユウ、中国語: 蔡浩宇; 拼音: Cài Hàoyǔ、1987年7月29日 - ）は、中国の起業家、ゲームプロデューサー。 ゲーム会社miHoYoの創業者、董事長である。

## 若年期
蔡は山東省済南市で生まれた。 
蔡浩宇の父である蔡志利は、山東交通学院交通物流工程学院の教授・博士・修士監督であり、祖父の蔡瑞林は山東交通学院の初代院長である。蔡浩宇は済南大明湖小学校と済南外国語学院で小中学校を卒業。 山東実験中学の高校時代、蔡は上海交通大学への入学を保証された。 
1995年、8歳の時に「Alien Messenger」で第2回全国コンピュータアニメーションコンペティションで2位を獲得し、1999年、12歳の時、中国ジュニア科学アカデミー第1期「小学者」に選ばれた。 
2010年、上海交通大学大学院在学中に、蔡はエヴァンゲリオンが好きであり、エヴァのキャラクターである葛城ミサトから名前を取り、「MisatoEngine」と名づけFlashベースの2.5Dアイソメトリックゲームエンジンを独自に開発し、このエンジンを使ってアクションゲーム 「娑婆物語 -Legend of Saha-」を開発し、第1回麻雀Flashゲーム開発コンテストのキャンパスグループ優勝とインテル特別賞を受賞した。 ゲームのストーリーは、2009年に蔡浩宇が執筆したライトノベル『格物末世録』に登場する「七雪弥生」の物語を抜粋したもので、少女・弥生奈奈月が未知の神に戦いを挑み、未知の謎を解き明かしていく。 

## 経歴
2011年1月、上海交通大学電子情報学部に通っていた蔡とその友人である劉偉と羅宇皓は、miHoYoの最初のチームを設立した。　スタジオ設立後、同年末に最初のゲーム「FlyMe2theMoon」をリリースした。
2012年miHoYoは正式に法人化された。
蔡が会長兼最高経営責任者を務めた。 会社設立後、蔡浩宇は『崩壊学園』、『崩壊学園2』、『崩壊3rd』、『原神』など、miHoYoの主要プロジェクトの開発に携わり、計4本のゲームの開発を主導し、長期にわたり第一線の開発業務を担当している。
2021年3月4日、新たにブレイン・マシン・インターフェース（BMI）事業への投資に踏み出し、miHoYoと上海交通大学付属瑞金医院は戦略的提携協議を締結した。IT分野と臨床研究分野、それぞれの強みを活かし、共同で「瑞金医院脳疾患センターmiHoYo共同実験室」を設立した。双方はBMI技術の開発および臨床応用などの研究課題に取り組んでいき、すでに「BMIを活用したニューロモジュレーションによる難治性うつ病治療に関する診療研究」プロジェクトに着手しているという。当時副社長であった蔡と尹春波、そしてmiHoYoリサーチセンター（Counter Entropy Studio）のプロジェクトリーダーである星軍博士が出席した。
2022年2月15日、新たにmiHoYoから中華圏以外の市場向けに新ブランド「HoYoverse」を立ち上げ、蔡浩宇を最高経営責任者（CEO）に迎えた。
同年11月末、miHoYoは蔡が率いていたProject SHを解散する通達文を社内に送った。 Project SHはUnreal Engine5をベースにしたオープンワールドのセカンダリー・ファーストパーソン・シューティングゲームで、ゲームのクオリティが蔡の期待を下回ったため、解散に至ったと伝えられている。
2023年9月、miHoYoグループの取締役会は、蔡がmiHoYoの法定代表者兼取締役会長から外れ、その地位を劉偉が引き継ぐことを決議した。 複数のメディアは、蔡が大規模な言語モデルに関心を持ち、人工知能を研究するために北米に渡航しているという噂を報じた。miHoYoはメディアの取材に対し、蔡は「最先端技術の研究と応用、新プロジェクトの研究開発、国内外の研究開発リソースの連携にさらに力を注ぐ」と述べた。
2024年9月、蔡が最近シンガポールでAI補佐を活用してゲームを作る新しい会社、「Anuttacon」を設立したと複数のメディアによって報じられた。前miHoYo管理職が多数所属している事が分かった。

## スピーチと今後のmiHoYoの見解

### 10億人の仮想世界
2021年2月20日，上海交通大学シリコンバレー同窓会は「波に乗る-交通大学キャリア/起業ストーリー」対談シリーズ第5回を開催した。 学友会が主催するクラウドビデオカンファレンスプラットフォームZoomに蔡がゲストスピーカーとして出席し、 その席で蔡は、「世界の10億人が生活したいと思える仮想世界を生み出したい」という希望を表明した。

### ゲーム関係者の落胆
2024年8月28日、蔡浩宇はコリングウッドに記事を投稿し、AIが生成するコンテンツがゲーム業界に革命をもたらすと予測した。
「"未来のゲーム業界には2種類の開発者しかいないだろう。エリートチームを率いてこれまでにないものを生み出すトップ0.0001％の天才と、自分のアイデアを満たすゲームを開発する99％のアマチュア。 平均的なレベルからプロレベルのゲーム開発者については、転職を考えた方がいいかもしれない。」 この発言はゲーム業界で激しい議論を巻き起こした。

## 栄誉
2024年10月、胡潤研究院は2024年の 「胡潤100富豪リスト 」を発表し、蔡浩宇は730億人民元の資産を持ち、44位となり、新たな 「40歳以下のホワイトカラー富豪 」となった。 2024年10月、胡潤研究院は「2024年胡潤100富豪リスト」を発表し、その中で蔡浩宇は730億人民元の財産を持ち、44位となり、40歳以下の新たな富豪となった。

## 作品
- 原神（プロデューサー）[25]